# Coccorchestes ifar
Coccorchestes ifar är en spindelart som beskrevs av Balogh 1980. Coccorchestes ifar ingår i släktet Coccorchestes och familjen hoppspindlar. Inga underarter finns listade i Catalogue of Life.